# واد نون

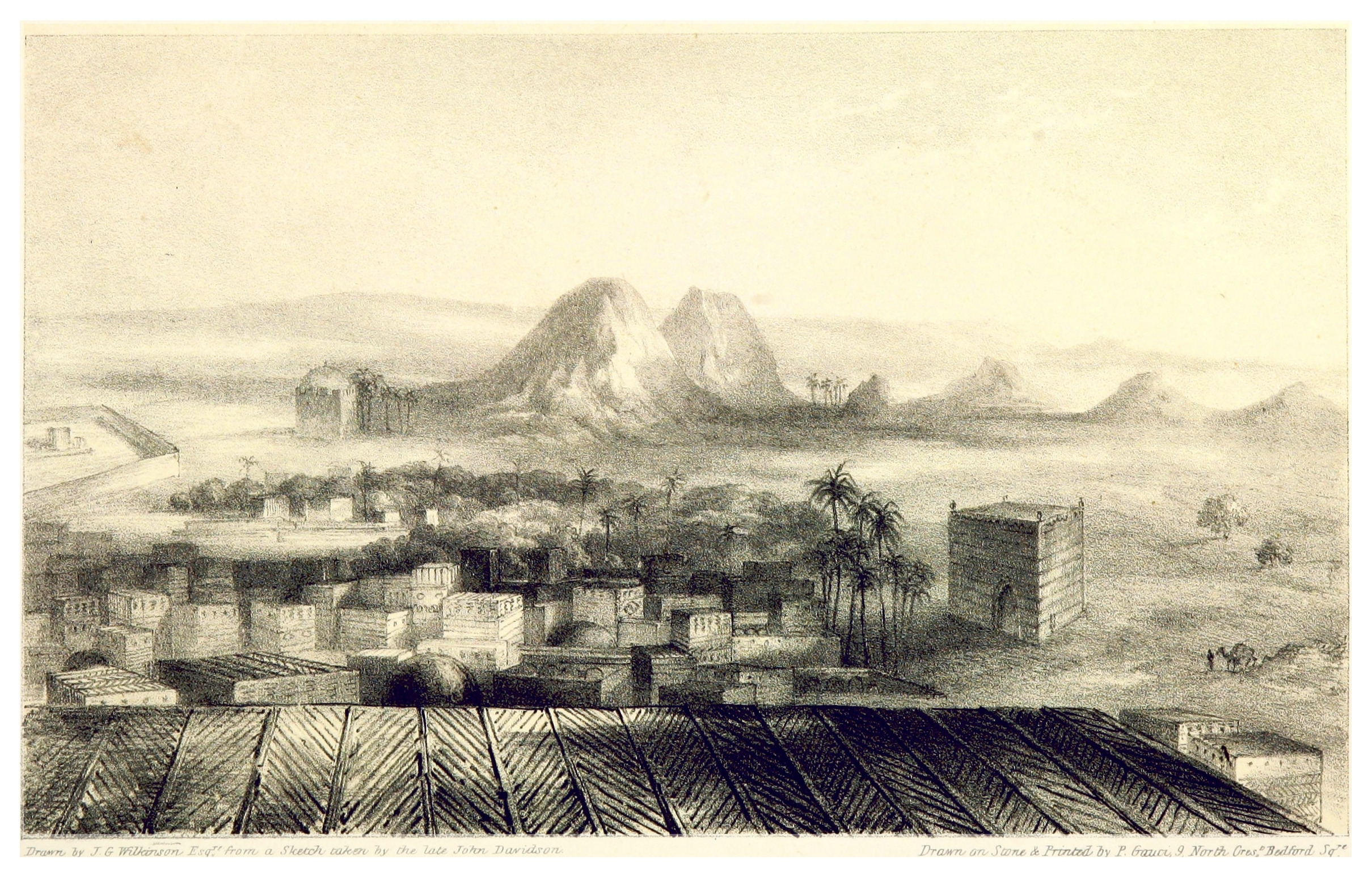
واد نون (1837)

واد نون هو نهر في المغرب ومجرى مائي دائم في البلاد. وهو يقع على بعد 70 كيلومترا من شمال وادي درعة ويتدفق من جنوب الأطلس الصغير مرورا بكلميم ويصب في المحيط الأطلسي بمنطقة اصبويا.